# Radix labiata
Radix labiata – gatunek słodkowodnego ślimaka z rodziny błotniarkowatych (Lymnaeidae). Do 2001 roku wykazywany był w literaturze pod nazwą Radix peregra (syn. Helix peregra O. F. Müller, 1774). Dopiero przeprowadzone badania genetyczne wykazały, że jest to odrębny gatunek, a dotychczasowa nazwa Radix peregra nie powinna być stosowana.
R. labiata występuje w Europie po Turcję. W Polsce południowej jest gatunkiem pospolitym.
Zasiedla małe zbiorniki wody stojącej lub wolno płynącej. Spotykany na roślinach, kamieniach i na piaszczystym dnie. Okresy suszy znosi lepiej niż pozostałe gatunki z rodzaju Radix. Pionowy zasięg tego gatunku dochodzi do 2300 m n.p.m. w Bułgarii i 2700 m w Szwajcarii.
Muszla cienkościenna, o wymiarach 12–20 × 7–13 mm, z 4,5–5 skrętami, o barwie od rogowej do brązowej, często z brązowawo-czarnymi naleciałościami na powierzchni. Szczyt muszli jest wyraźnie zaznaczony. 
Jaja – o średnicy 1 mm – składane są co kilka dni w pakietach 20–80 sztuk. W ciągu swojego życia jeden osobnik może złożyć ponad 1000 jaj. Młode wykluwają się po 20–25 dniach. Dorosłe giną wkrótce po złożeniu jaj. Żyją maksymalnie do 11 miesięcy. Pokarm tego ślimaka stanowią nitkowate glony.